# Затворники

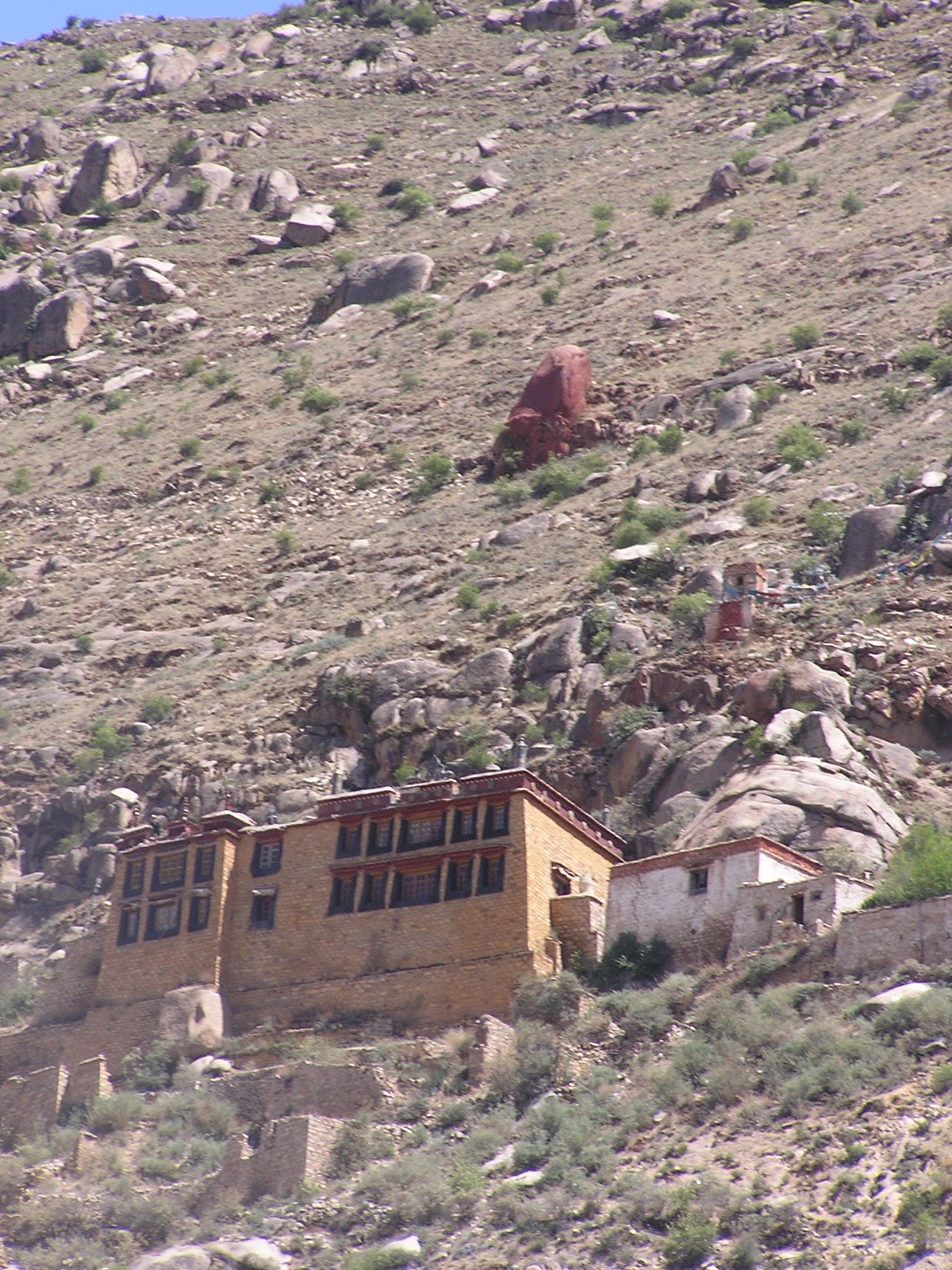
Гірський затвор поблизу буддійського монастиря Сера (Індія)

Затворники, затвірники — християнські подвижники (аскети), які добровільно відділяли себе від світу на ціле життя в печери і келії, щоб віддатися там постійній молитві.
Випадки виходу їх звідти бували вкрай рідкісні і обумовлювалися якимись вельми вагомими причинами суспільного або приватного характеру.
У католицькій традиції затворники називалися інклузі (лат. inclusi або reclusi). Їх звичаї і спосіб життя описав Григорій Турський. З IX століття інклузі отримали більш м'який статут завдяки пресвітерові Грімлаіку (Grimlaicus), автору «Regula Solitariorum». Серед православних затворників відомий, зокрема, Феофан Затворник, єпископ Православної Російської Церкви, богослов і публіцист-проповідник.
Подібні практики широко застосовуються в Буддизмі Тхеравади, тибетському, а також японському буддизмі. У тибетському буддизмі довічні затвори не застосовувалися; найчастіше самітник (тиб. «ri khrod pa») йшов в затвор для вчинення якогось певного комплексу практик і, як правило, на фіксований термін (до декількох років).

## Інші вживання
Іноді самітництво асоціюється з фанатизмом, з есхатологічними очікуваннями (див. «Пензенські затворники») або особливостями характеру, а також формами життя різних субкультур.